# Thaumiers
Thaumiers est une commune française située dans le département du Cher en région Centre-Val de Loire.

## Géographie

### Climat
Pour des articles plus généraux, voir Climat du Centre-Val de Loire et Climat du Cher.
En 2010, le climat de la commune est de type climat océanique dégradé des plaines du Centre et du Nord, selon une étude du CNRS s'appuyant sur une série de données couvrant la période 1971-2000. En 2020, Météo-France publie une typologie des climats de la France métropolitaine dans laquelle la commune est exposée à un climat océanique altéré et est dans une zone de transition entre les régions climatiques « Centre et contreforts nord du Massif Central » et « Ouest et nord-ouest du Massif Central ». 
Pour la période 1971-2000, la température annuelle moyenne est de 11,2 °C, avec une amplitude thermique annuelle de 15,9 °C. Le cumul annuel moyen de précipitations est de 753 mm, avec 11,2 jours de précipitations en janvier et 7,6 jours en juillet. Pour la période 1991-2020, la température moyenne annuelle observée sur la station météorologique la plus proche, située sur la commune de Dun-sur-Auron à 10 km à vol d'oiseau, est de 12,0 °C et le cumul annuel moyen de précipitations est de 785,3 mm,. Pour l'avenir, les paramètres climatiques de la commune estimés pour 2050 selon différents scénarios d'émission de gaz à effet de serre sont consultables sur un site dédié publié par Météo-France en novembre 2022.

## Urbanisme

### Typologie
Au 1er janvier 2024, Thaumiers est catégorisée commune rurale à habitat très dispersé, selon la nouvelle grille communale de densité à 7 niveaux définie par l'Insee en 2022.
Elle est située hors unité urbaine. Par ailleurs la commune fait partie de l'aire d'attraction de Bourges, dont elle est une commune de la couronne,. Cette aire, qui regroupe 111 communes, est catégorisée dans les aires de 50 000 à moins de 200 000 habitants,.

### Occupation des sols
L'occupation des sols de la commune, telle qu'elle ressort de la base de données européenne d’occupation biophysique des sols Corine Land Cover (CLC), est marquée par l'importance des territoires agricoles (78,8 % en 2018), une proportion sensiblement équivalente à celle de 1990 (79,3 %). La répartition détaillée en 2018 est la suivante : 
prairies (44,5 %), terres arables (29,3 %), forêts (21,2 %), zones agricoles hétérogènes (5 %).
L'évolution de l’occupation des sols de la commune et de ses infrastructures peut être observée sur les différentes représentations cartographiques du territoire : la carte de Cassini (XVIIIe siècle), la carte d'état-major (1820-1866) et les cartes ou photos aériennes de l'IGN pour la période actuelle (1950 à aujourd'hui).

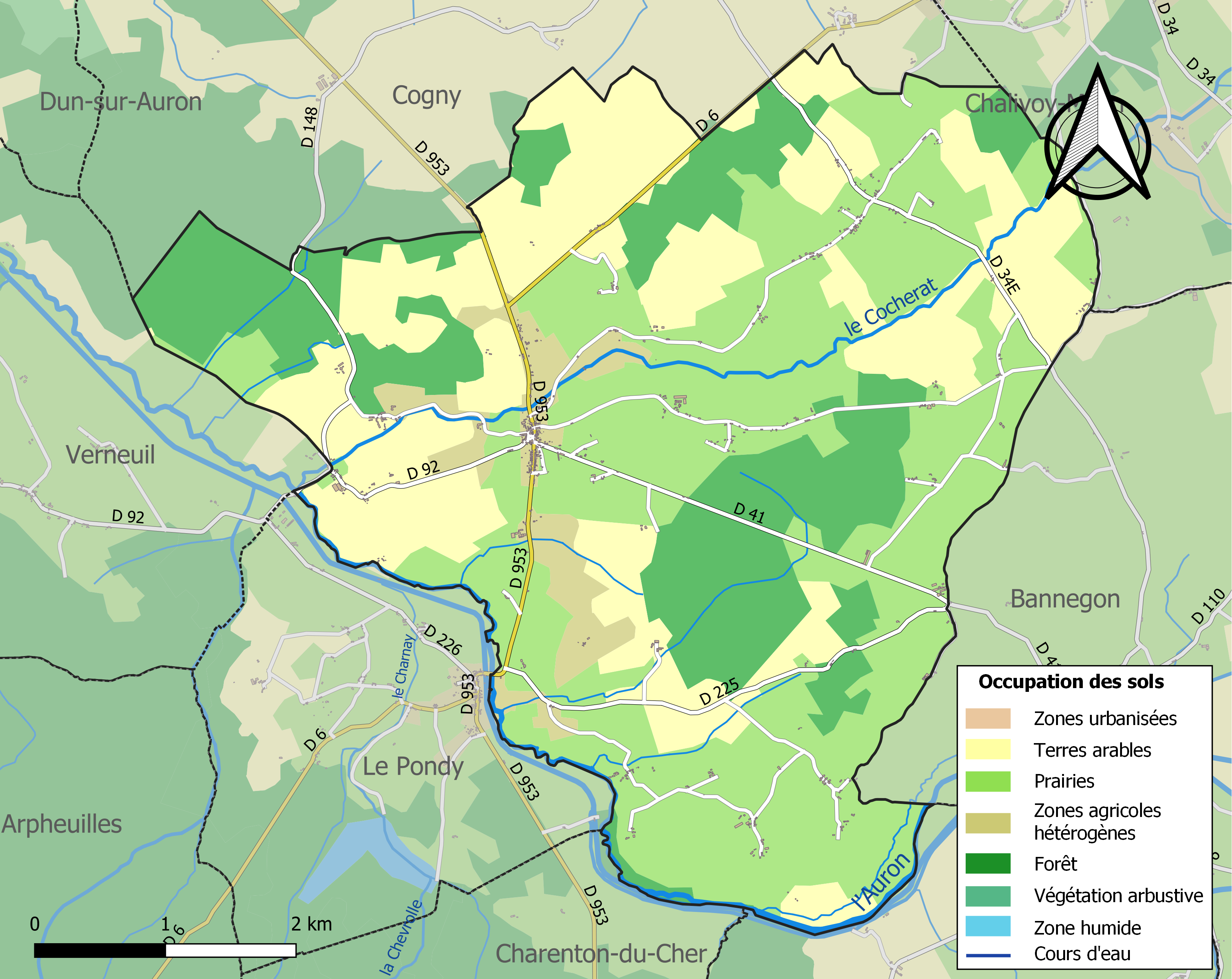
Carte des infrastructures et de l'occupation des sols de la commune en 2018 (CLC).

### Risques majeurs
Le territoire de la commune de Thaumiers est vulnérable à différents aléas naturels : météorologiques (tempête, orage, neige, grand froid, canicule ou sécheresse), mouvements de terrains et séisme (sismicité faible). Il est également exposé à un risque technologique, la rupture d'un barrage. Un site publié par le BRGM permet d'évaluer simplement et rapidement les risques d'un bien localisé soit par son adresse soit par le numéro de sa parcelle.

#### Risques naturels

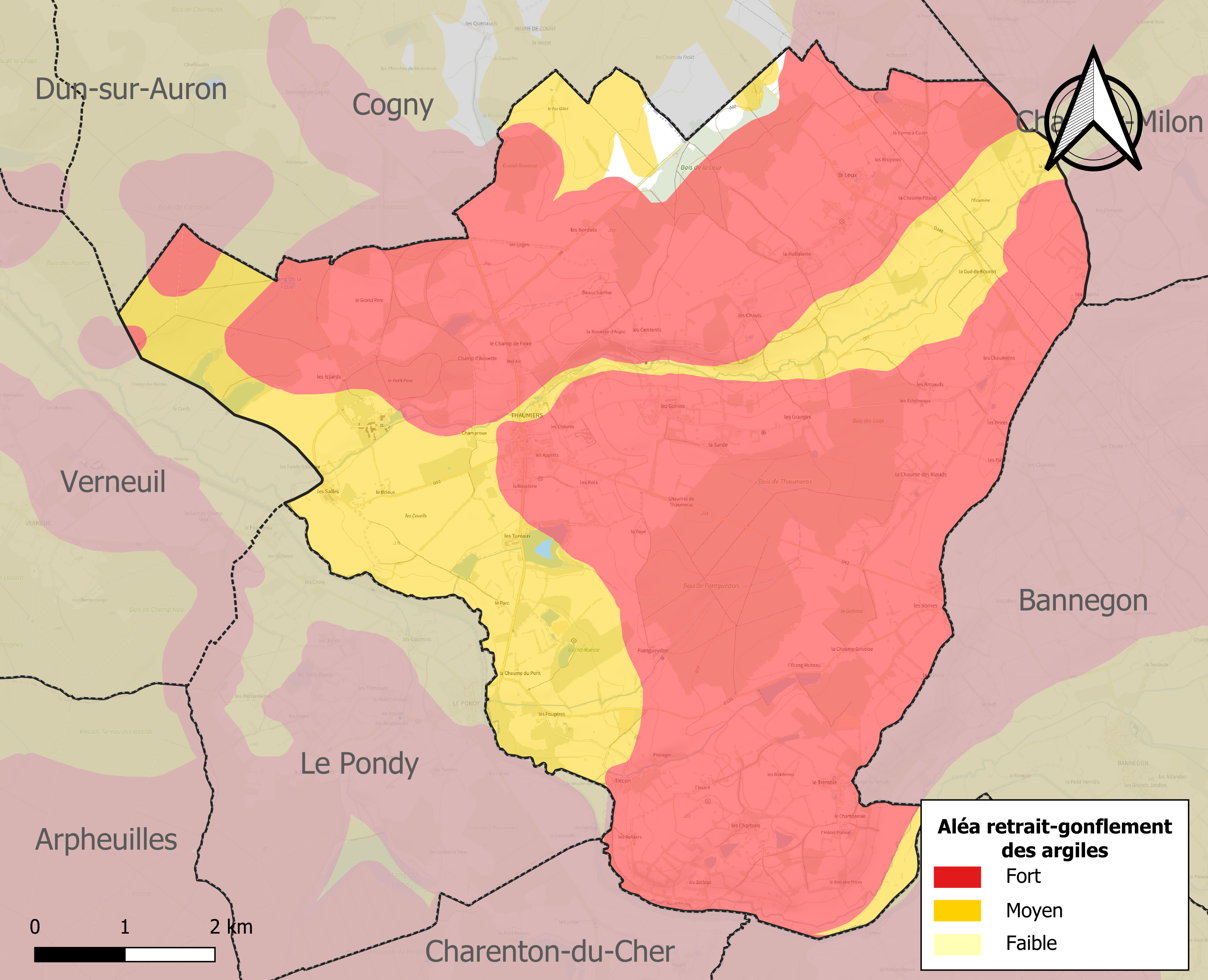
Carte des zones d'aléa retrait-gonflement des sols argileux de Thaumiers.

La commune est vulnérable au risque de mouvements de terrains constitué principalement du retrait-gonflement des sols argileux. Cet aléa est susceptible d'engendrer des dommages importants aux bâtiments en cas d’alternance de périodes de sécheresse et de pluie. 98,7 % de la superficie communale est en aléa moyen ou fort (90 % au niveau départemental et 48,5 % au niveau national). Sur les 277 bâtiments dénombrés sur la commune en 2019, 277 sont en aléa moyen ou fort, soit 100 %, à comparer aux 83 % au niveau départemental et 54 % au niveau national. Une cartographie de l'exposition du territoire national au retrait gonflement des sols argileux est disponible sur le site du BRGM,.
Concernant les mouvements de terrains, la commune a été reconnue en état de catastrophe naturelle au titre des dommages causés par la sécheresse en 1989, 2018, 2019 et 2020 et par des mouvements de terrain en 1999.

#### Risques technologiques
La commune est en outre située en aval du barrage de l'étang de Goule, de classe B. À ce titre elle est susceptible d’être touchée par l’onde de submersion consécutive à la rupture de cet ouvrage.

## Toponymie
Bas latin Teutmariacus. Teutmarus, nom de personne d’origine germanique, et pseudo-suffixe de possession iacus. Talm est une hypercorrection, comme si le u de Teut provenait de la vocalisation d’un l. ; la finale mery aboutit à miers par attraction des finales en mier.
Parrochia de Taumeris, 1206 (Archives départementales du Cher-8 G, chapitre du château-lès-Bourges) ; Taumer, 1223 (Archives départementales du Cher-7 G 388) ; Tameray, 1243 (Archives départementales du Cher-6 H 71) ; La parroisse de Thomier, 1390 (Archives départementales du Cher-8 G, chapitre du Château-lès-Bourges) ; Taumier, 1475 (Archives départementales du Cher-8 G, chapitre du Château-lès-Bourges) ; La parroisse de Taumer, 1487 (Archives départementales du Cher-C, Bureau des Finances de Bourges) ; Thaulmeroys, 1509 (Archives départementales du Cher-4 H, abbaye Saint-Sulpice de Bourges) ; La parroisse de Taulmier, 1514 (Archives départementales du Cher-4 H, abbaye Saint-Sulpice de Bourges) ; Parrochia de Thomeriaco, 1529 (Archives départementales du Cher-8 G, chapitre Saint-Étienne de Bourges) ; Parroisse et bourg de Thaulmier, 1552 (Archives départementales du Cher-4 H, abbaye Saint-Sulpice de Bourges) ; La parroisse de Thaulmiers, 1588 (Archives départementales du Cher-7 G, chapitre Notre-Dame de Salles) ; La paroisse de Thomiers, 1637 (Archives départementales du Cher-1 G, archevêché de Bourges) ; Thaumier, 1650 (Archives départementales du Cher-8 G, chapitre du Château-lès-Bourges) ; Le Tommerays, 1670 (Archives départementales du Cher-4 H, abbaye Saint-Sulpice de Bourges) ; Thaumier, 6 novembre 1788 (Archives départementales du Cher-C 1109, Élection de Saint-Amand-Montrond) ; Thaumier, XVIIIe s. (Carte de Cassini).

## Histoire

### Antiquité
Durant l'Antiquité, le territoire de la commune abrite un vicus de la cité gallo-romaine des Bituriges Cubes. Elle comporte notamment un théâtre situé au lieu-dit « Les Gaumins ». 

### Renaissance
1569 : Nicolas de Nicolay décrit la cité dans sa Générale description du Bourbonnais comme "paroisse, bourg, fort chasteau et justice dans la forest de Thaumiers, appartenant au sieur de Laubespine, conseiller et secrétaire d'estat du Roi, consisant au nombre de 80 feux".

### Époque contemporaine
La loi du 4 avril 1908 détacha la section du Pondy de la commune de Thaumiers, pour l’ériger en commune indépendante.

## Politique et administration
| Période                                  | Période    | Identité                                      | Étiquette    | Qualité |
| ---------------------------------------- | ---------- | --------------------------------------------- | ------------ | --- |
| Les données manquantes sont à compléter. |            |                                               |              | |
| 1965                                     | 1989       | Gaston de Bonneval                            | UDR-DVD      | Colonel, ancien aide-de-camp du Général de Gaulle Conseiller général du canton de Charenton-du-Cher (1969-1985) |
| 1989                                     | 1995       | André Namur                                   | DVD          | |
| 1995                                     | avril 2014 | Philippe de Bonneval (fils de G. de Bonneval) | UDF puis UMP | Conseiller général du canton de Charenton-du-Cher (1985-2011)                                                   |
| avril 2014                               | mai 2020   | Christine Cartier                             |              | Retraitée salariée du secteur privé                                                                             |
| mai 2020                                 | En cours   | Francois Vincent,                             |              | Cadre de la fonction publique                                                                                   |

Les habitants de Thaumiers se nomment les Thalmériens et les Thalmériennes.

## Démographie
L'évolution du nombre d'habitants est connue à travers les recensements de la population effectués dans la commune depuis 1793. Pour les communes de moins de 10 000 habitants, une enquête de recensement portant sur toute la population est réalisée tous les cinq ans, les populations de référence des années intermédiaires étant quant à elles estimées par interpolation ou extrapolation. Pour la commune, le premier recensement exhaustif entrant dans le cadre du nouveau dispositif a été réalisé en 2008.

En 2022, la commune comptait 392 habitants, en évolution de −5,77 % par rapport à 2016 (Cher : −2,48 %, France hors Mayotte : +2,11 %).
| 1793  | 1800 | 1806 | 1821  | 1831  | 1836  | 1841  | 1846  | 1851  |
| ----- | ---- | ---- | ----- | ----- | ----- | ----- | ----- | ----- |
| 1 025 | 957  | 877  | 1 020 | 1 219 | 1 301 | 1 392 | 1 563 | 1 627 |

| 1856  | 1861  | 1866  | 1872  | 1876  | 1881  | 1886  | 1891  | 1896  |
| ----- | ----- | ----- | ----- | ----- | ----- | ----- | ----- | ----- |
| 1 613 | 1 645 | 1 785 | 1 735 | 1 721 | 1 797 | 1 729 | 1 806 | 1 764 |

| 1901  | 1906  | 1911  | 1921 | 1926 | 1931 | 1936 | 1946 | 1954 |
| ----- | ----- | ----- | ---- | ---- | ---- | ---- | ---- | ---- |
| 1 599 | 1 530 | 1 098 | 905  | 810  | 745  | 670  | 637  | 597  |

| 1962 | 1968 | 1975 | 1982 | 1990 | 1999 | 2006 | 2008 | 2013 |
| ---- | ---- | ---- | ---- | ---- | ---- | ---- | ---- | ---- |
| 537  | 512  | 427  | 397  | 383  | 382  | 408  | 416  | 414  |

| 2018 | 2022 | - | - | - | - | - | - | - |
| ---- | ---- | - | - | - | - | - | - | - |
| 418  | 392  | - | - | - | - | - | - | - |

## Culture locale et patrimoine

### Lieux et monuments
- Église Saint-Saturnin, construite au cours des XIIe, XVe et XVIe siècles, et classée au titre des Monuments Historiques depuis le 2 juin 1911[25].
- Château de la Forêt, datant des XVe et XVIIIe siècles ; un escalier avec sa rampe en fer forgé et un escalier à vis furent inscrits aux Monuments Historiques par arrêté du 14 décembre 1979[26].

### Personnalités liées à la commune
- Henri Lafond (1894-1963), banquier assassiné, y est né.
- Philippe-Armand de Bonneval (1773-1840), aristocrate, maire de Bourges, maire de la commune de 1813 à 1824, premier propriétaire du château de la Forêt de la famille de Bonneval.
- Emmanuel d'Harcourt (1914-1985), alias Amédée d'Ollondes, résistant, ambassadeur de France, compagnon de la Libération[27]
- Gaston Armand de Bonneval (1911-1998), colonel, aide de camp du général de Gaulle, maire de Thaumiers (1965-1989).

### Distinctions culturelles
Thaumiers fait partie des communes ayant reçu l’étoile verte espérantiste, distinction remise aux maires de communes recensant des locuteurs de la langue construite espéranto.